# Hongeo koreanus
Hongeo koreanus (Syn.: Raja koreana) ist eine Fischart aus der Familie der Echten Rochen (Rajidae), die in den Meeren rund um Südkorea und an den Küsten des südwestlichen Japans vorkommt.

## Merkmale
Die Rochenart erreicht eine Gesamtlänge von etwa 75 cm. Die knapp über 40 cm lang werdende Kopf-Rumpf-Scheibe ist rhombisch und 1,2 mal breiter als lang. An der Schnauze bildet die Kopf-Rumpf-Scheibe einen Winkel von ca. 100°. Das Maul ist groß, leicht gebogen und mit ca. 50 quincunxartig angeordneter Zahnreihen besetzt. Die Spritzlöcher sind größer als die Orbita. Die Nasenöffnungen sind vom Maul deutlich getrennt; der Abstand zwischen ihnen ist kleiner als die Breite des Mauls. Die Bauchflossen sind tief eingebuchtet. Der Schwanz ist kürzer als die Kopf-Rumpf-Scheibe. Kurz vor seinem Ende liegen zwei etwa gleich große Rückenflossen. Die Schwanzflosse am Ende ist klein und nur dorsal ausgebildet.
Die Oberseite von Hongeo koreanus ist braun und mit zahlreichen dunkelbraunen Punkten gemustert. Zwei Paare länglicher schwarzer Flecken mit grauem Zentrum befinden sich an der Basis der Brustflossen. Die Unterseite ist schwärzlich-braun. Rund um die Nasenöffnungen, Kiemenschlitze, Kloake und Lorenzinischen Ampullen ist die Haut grau. Die Unterseite des Schwanzes ist grau, die dortigen Lorenzinischen Ampullen sind schwarz.